# Mesembrinella flavicrura
Mesembrinella flavicrura är en tvåvingeart som beskrevs av Aldrich 1925. Mesembrinella flavicrura ingår i släktet Mesembrinella och familjen spyflugor.
Artens utbredningsområde är Costa Rica. Inga underarter finns listade i Catalogue of Life.